# Лисенки
Лисенки — український козацько-старшинський рід у Лівобережній Україні в 17 — 18 століттях.
З цього роду походили:
- Яків Лисенко (1-а половина XVII століття, брав активну участь у визвольній війні).
  - Іван Якович Лисенко (* ? — † 1699) — відомий військовий і політичний діяч 2-ї половини XVII століття, був Чернігівським (1669—1671), пізніше Переяславським полковником, згодом — наказним гетьманом; 1695 року брав участь в Азовських походах. 
    - Федір Іванович Лисенко (* ? — † 1751) — генеральний осавул (1728—1741), з 1741 року був генеральним суддею, член Правління гетьманського уряду.
      - * ? Федорович Лисенко
        - Роман * ? Лисенко
          - Віталій Романович Лисенко  (1810 — † * ?) — полковник Орденського кірасирського полку, дворянин.
            - Микола Віталійович Лисенко (1842 — † 1912) — композитор, піаніст, диригент, педагог, збирач пісенного фольклору, громадський діяч.
              - Маслянникова Катерина Миколаївна (1880 — † 1948) — засновниця та співробітниця нотного відділу Центральної наукової бібліотеки.
              - Лисенко Галина Миколаївна (1883 — † 1964) — викладач Музично-драматичної школи Миколи Лисенка, клас вокалу та фортепіанної гри.
              - Лисенко Остап Миколайович (1885 — † 1968) — музикознавець, педагог, ректор Київської музакадемії.
                - Лисенко Роман Остапович (1913 — † * ?)
                  - Лисенко Віталій Романович (1941 — † 1999) — хоровий диригент, заслужений діяч мистецтв УРСР, професор Київської консерваторії, народний артист України.
                    - Лисенко Микола Віталійович (молодший) (1971) — диригент, художній керівник Державного естрадно-симфонічного оркестру України, регент київського Свято-Троїцького Іонинського монастиря, протодиякон Української Православної Церкви.

                - Лисенко Аріадна Остапівна (1921 — † * ?) — піаністка, заслужена артистка України, професор кафедри фортепіано Національної музичної академії України імені П. І. Чайковського. 
                  - Наталія

              - Лисенко Мар'яна Миколаївна (1887 — † 1946) — піаністка і педагог, професор, директор і викладач Музично-драматичної школи Миколи Лисенка.
              - Лисенко Тарас Миколайович (1900 — † 1921) — музикант, працював у нотному відділі бібліотеки Всеукраїнської Академії наук.

            - Старицька Софія Віталіївна (1850 — † 1927) — громадська діячка, акторка-аматорка.
              - Страрицька Марія Михайлівна (1865 — † 1930) —  акторка, режисер і педагог, заслужена артистка УСРР.
              - Старицька-Черняхівська Людмила Михайлівна (1868 — † 1941) — письменниця (поетеса, драматург, прозаїк, перекладач, мемуарист), громадська діячка.
              - Стешенко Оксана Михайлівна (1875 — † 1942) — письменниця, перекладачка і педагог.
              - Старицький Юрій Михайлович (* ? — † 1936)

            - Андрій Віталійович Лисенко (1851 — † 1910) — лікар, громадський діяч.
              - Лисенко Юрій Андрійович (1881 — † 1958) — драматичний актор, інженер-технолог.
              - Лисенко Наталія Андріївна (1884 — † 1969) — акторка німого кіно.